# Asythosia velutina
Asythosia velutina är en fjärilsart som beskrevs av Birket-smith 1965. Asythosia velutina ingår i släktet Asythosia och familjen björnspinnare. Inga underarter finns listade i Catalogue of Life.